# Stripe
Stripe — американская технологическая компания, разрабатывающая решения для приёма и обработки электронных платежей. Компания основана 29 сентября 2011 года выходцами из Ирландии братьями Джоном и Патриком Коллисонами. Штаб квартира компании расположена в Сан-Франциско (Калифорния). Компания предоставляет техническую и банковскую инфраструктуры для систем онлайн-платежей.
По данным компании, на апрель 2017 года штат Stripe насчитывает 639 человек.
Используя Stripe, веб-разработчики могут интегрировать платёжный процессинг в свой сайт без необходимости регистрировать счёт мерчанта.

## История
В 2012 году компания переехала из Пало-Алто в Сан-Франциско.
В марте 2013 года Stripe сделала своё первое приобретение, Kickoff, приложение для чата и управления задачами.
В марте 2014 года CEO Патрик Коллисон анонсировал, что Stripe будет поддерживать транзакции в биткойнах.
В январе 2015 года Stripe внедрила автоматизированную систему идентификации мошенничества, основанную на машинном обучении.
В 2016 году компания была удостоена 4-го места в списке Forbes Cloud 100.
В сентябре 2018 года компания закрыла раунд инвестиций в размере $245 млн. В результате оценка Stripe выросла с $9 млрд до $20 млрд.
В октябре 2019 года компания объявила, что в 2021 году переедет из района Саут-оф-Маркет в Ойстер-Пойнт в соседнем городе Южный Сан-Франциско.